# Serie A1 (béisbol)
La Serie A1 de béisbol era el campeonato de béisbol de mayor nivel en Italia, antes de la introducción del profesionalismo en 2010. Operaba con una filosofía similar a su contraparte futbolística, la Serie A, de manera que el equipo que finalizaba en último lugar de la clasificación al final de la temporada era descendido a la categoría -hoy también extinta- llamada "Serie A2". Por su parte, el campeón de la Serie A2 era promovido a la Serie A1. Este sistema era incompatible con los estatutos y reglamentos de la Major League Baseball, donde los parámetros para evaluar el profesionalismo impiden el ascenso de un club completo de Ligas Menores, dando preferencia a la evaluación en base al rendimiento individual de cada jugador. Se disputó ininterrumpidamente desde 1948 hasta 1999 bajo la denominación Serie A y a partir de 2000, conocida como Serie A1. El campeón de este torneo obtenía el título de liga o Scudetto.
Desde 2010, el campeonato italiano en la división de honor fue sustituido por la Italian Baseball League, basado en un sistema de franquicias fijas, similar a los campeonatos de la Liga Americana y la Liga Nacional. Se ha establecido paralelamente un torneo denominado "Serie A Federal", a nivel amateur, que todavía opera bajo el concepto de promoción y descenso de categorías.
- Datos: Q130101967